# Munna boeckii
Munna boeckii là một loài chân đều trong họ Munnidae. Loài này được Krøyer miêu tả khoa học năm 1839.